# Erich Salomon

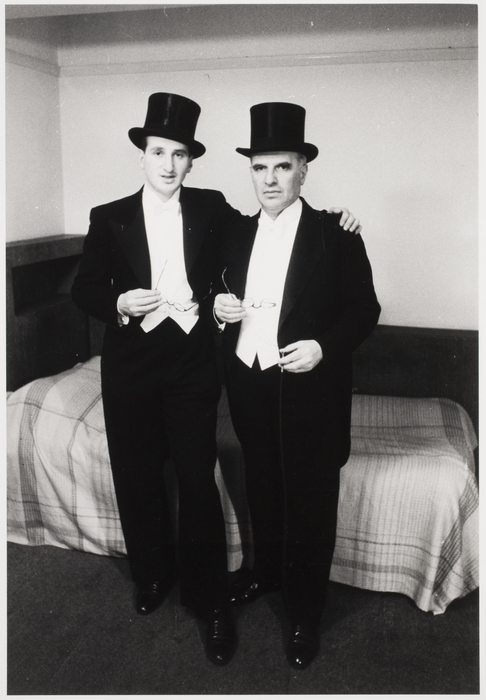
Otto & Erich Salomon (1935)

Erich Franz Emil Salomon (ur. 28 kwietnia 1886 w Berlinie, zm. 7 lipca 1944 w KL Auschwitz) – niemiecki prawnik, fotograf i fotoreporter.

## Życiorys

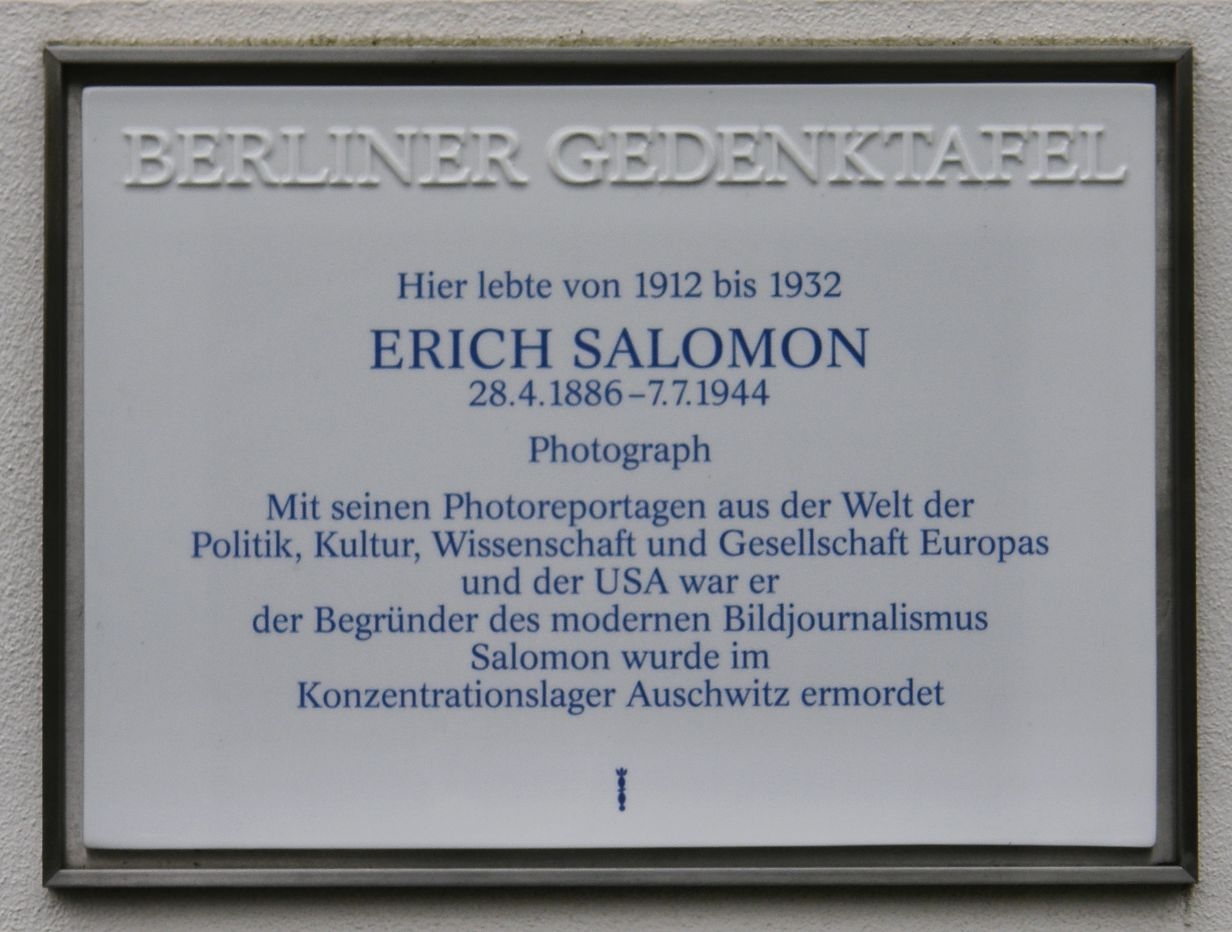
Tablica pamiątkowa na budynku, w którym mieszkał Salomon, przy Hölderlinstraße 11 w dzielnicy Berlin-Westend

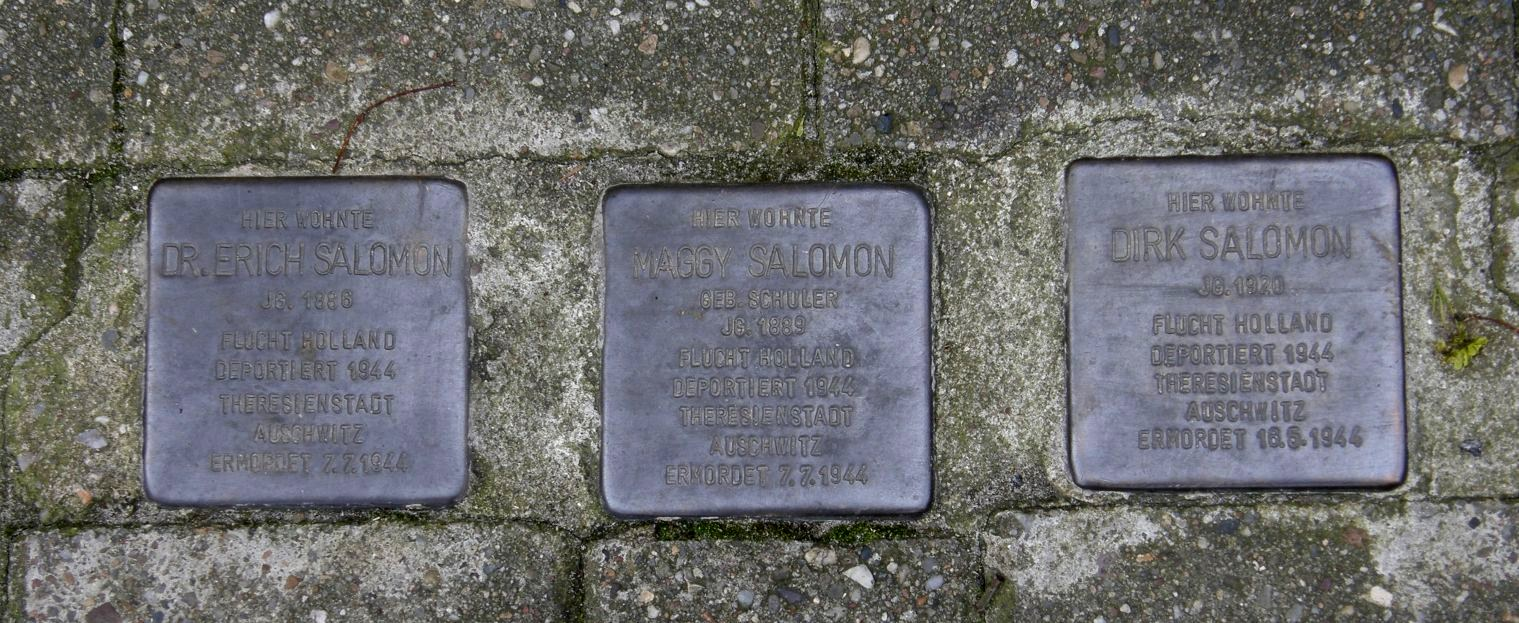
Kamienie pamięci Ericha Salomona i jego rodziny

Erich Salomon przyszedł na świat jako syn zamożnego bankiera Emila Salomona (ur. 1844, zm. 1909) i Therese Salomon z d. Schüler (ur. 1857, zm. 1915). Rodzina mieszkała w Berlinie przy Jägerstraße 29, a następnie przy Tiergartenstraße 15 (obecnie mieści się tutaj przedstawicielstwo kraju związkowego Badenia-Wirtembergia). Ze względu na swoje pochodzenie i znajomość wielu języków obcych Salomon obracał się w kręgach społecznych z dość dużą swobodą. Studiował inżynierię mechaniczną na Uniwersytecie Technicznym w Berlinie oraz prawo na uniwersytetach w Monachium i Berlinie. Studia prawnicze ukończył w 1913 r. w Rostocku. W 1912 r. zamieszkał ze swoją żoną Maggy Schüler (ur. 1889, zm. 7 lipca 1944) przy Hölderlinstraße 11 w dzielnicy Berlin-Westend.
Najpierw Salomon pracował jako makler giełdowy. Po I wojnie światowej majątek rodzinny ucierpiał na skutek inflacji i na przełomie 1924 i 1925 r. Salomon założył przedsiębiorstwo taksówkowe. Firma posiadała dwa samochody i motorower z koszem, którym kierował Salomon. W „Vossische Zeitung” zamieszczono następującą reklamę: „W trakcie jazdy doktor prawa udzieli informacji o działaniach rządu w sprawie waluty”. To ogłoszenie umożliwiło mu przejście do berlińskiego wydawnictwa Ullstein Verlag, gdzie od 1925 r. pracował w dziale ogłoszeń.
Aby zwiększyć swoje dochody, w 1925 r. Salomon zaczął robić zdjęcia dla wydawnictwa. Tym samym, w wieku 39 lat po raz pierwszy miał styczność z fotografią. W 1928 r. w „Berliner Illustrirte Zeitung” ukazał się fotoreportaż, przygotowany po kryjomu w czasie postępowania karnego w sprawie morderstwa. Wzbudził on wiele emocji wśród czytelników. Wkrótce po tym Salomon przerwał współpracę z Ullstein Verlag i rozpoczął karierę jako niezależny fotoreporter. W niedługim czasie stał się gwiazdą, jego fotografie publikowano w niemieckich i międzynarodowych magazynach. Jako jeden z pierwszych publikował fotografie nieanonimowo. W ciągu pięciu lat stworzył około 350 reportaży, głównie przedstawiał międzynarodowe konferencje w Republice Weimarskiej, Europie Zachodniej i Stanach Zjednoczonych. Był pierwszym fotografem, który otrzymał pozwolenie na zdjęcia w Białym Domu.
Podczas przejęcia władzy przez narodowych socjalistów 30 stycznia 1933 r. Salomon wraz z żoną i młodszym synem Dirkiem (ur. 1920, zm. 16 maja 1944) przebywali w Hadze. Holandia była ojczyzną Maggy. Starszy syn Otto Erich Salomon (ur. 1913, zm. 3 grudnia 2006, później używał pseudonimu Peter Hunter) przybył do nich pod koniec 1933 r., ratując przy tym 400 negatywów ojca. Materiał pozostawiony w berlińskim mieszkaniu został zniszczony przez nazistów. Erich Salomon kontynuował swoją pracę na emigracji, jednak obszar jego działań był ograniczony. W 1940 r. naziści zajęli Holandię i na przełomie 1942 i 1943 rodzina Salomonów opuściła mieszkanie w Hadze i zeszła do podziemia. Na skutek donosów, Erich, Maggy i Dirk zostali aresztowani w 1943 r. w Scheveningen. 18 stycznia 1944 przewieziono ich do obozu koncentracyjnego Theresienstadt, a ostatecznie 16 maja do obozu Auschwitz-Birkenau. W Auschwitz najpierw został zamordowany jego syn. Według danych Czerwonego Krzyża, Erich Salomon oraz jego żona zostali zamordowani w obozie 7 lipca 1944 r. Otto Erich Salomon zdołał uciec do Londynu, gdzie przetrwał prześladowania Żydów.

## Technika

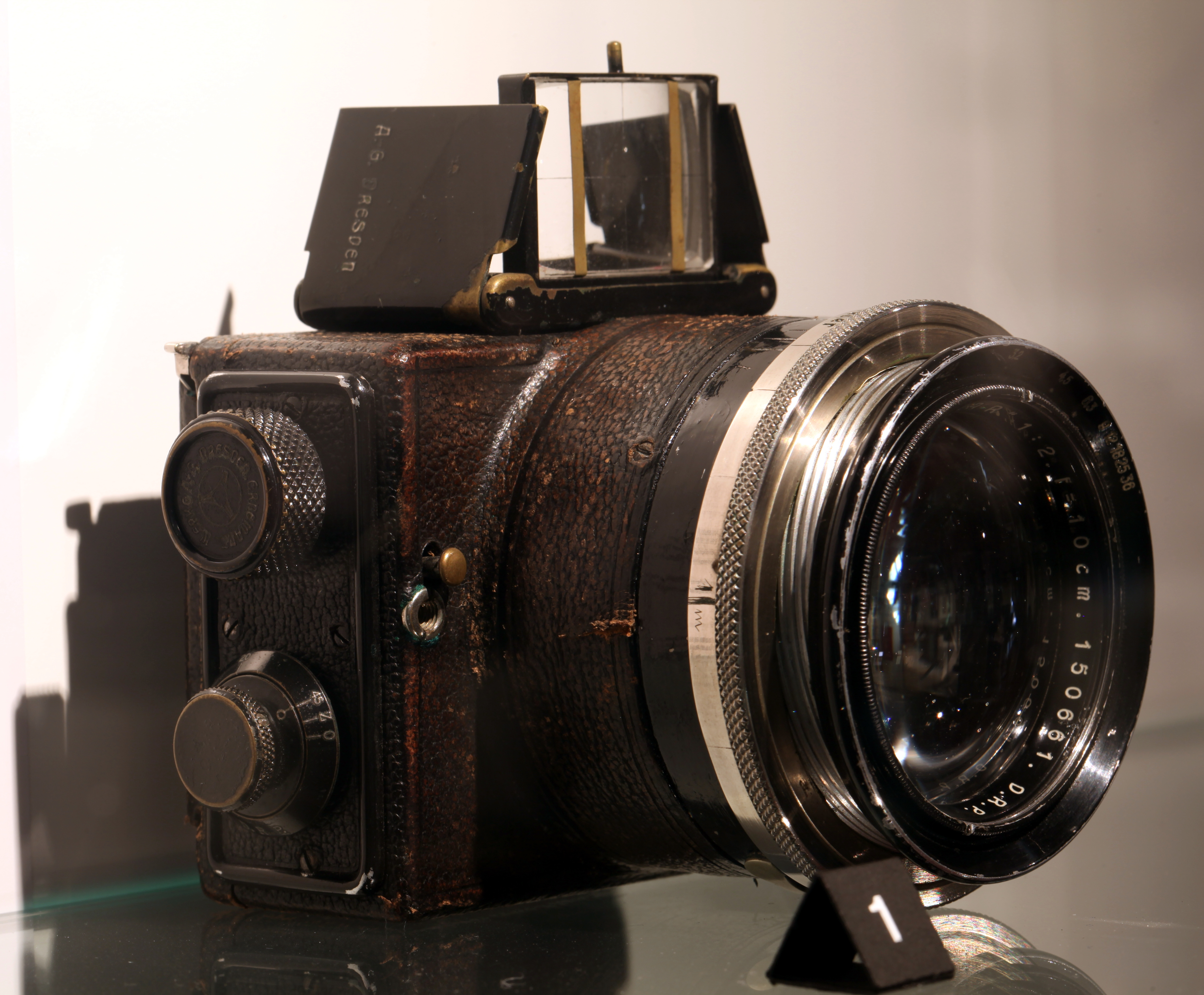
Aparat fotograficzny Ermanox

Narzędzia pracy ówczesnych fotoreporterów były bardzo nieporęczne. Kilka miesięcy od wykonania pierwszych zdjęć Salomon nabył aparat fotograficzny Ermanox. Był to niedawno skonstruowany aparat, znacznie mniejszy od swoich poprzedników. Jego obiektyw umożliwiał wykonywanie zdjęć przy słabym oświetleniu w zamkniętych pomieszczeniach, bez statywu i lampy błyskowej. Jako materiał fotograficzny służyły szklane płyty w pojedynczych kasetach o wymiarach 4,5 × 6 cm. W 1930 r. pojawił się również aparat Leica – jeszcze lżejszy i bardziej niezawodny niż Ermanox.
Ponadto Salomon udoskonalił niektóre akcesoria, aby móc w razie potrzeby schować swoje aparaty. Posiadał zmodyfikowany aparat słuchowy, dużą czarną opaskę udającą temblak na złamaną rękę, książki z wydrążonym wnętrzem oraz kilka aktówek ze specjalnymi otworami. Dzięki małym kamerom i odpowiednim akcesoriom rozwinął swój własny styl fotoreportażu, który przyniósł mu światową sławę i wpłynął na późniejszą sztukę fotoreportażu.
Ze względu na swoje pochodzenie i sposób pracy, Salomon stanowił wyjątek wśród fotoreporterów w tamtym czasie.

## Prace
Erich Salomon wykonywał zdjęcia w siedzibie Ligi Narodów w Genewie, podczas spektakularnych rozpraw sądowych w kraju i zagranicą (również bez zezwolenia), w budynkach Reichstagu w Berlinie oraz na uroczystych przyjęciach w zachodnich metropoliach. Zawsze był odpowiednio ubrany, zazwyczaj we fraku lub ciemnym garniturze. Swojemu pochodzeniu i sposobowi bycia zawdzięcza liczne kontakty, które umożliwiały mu dostęp do interesujących miejsc. Sprawiał wrażenie uczestnika imprez, które uwieczniał na zdjęciach. Dbał o przyjazne stosunki ze sławnymi i wpływowymi osobami. Francuski minister spraw zagranicznych Aristide Briand mawiał o Salomonie: „Co to za międzynarodowa konferencja, gdy nie ma na niej Salomona...”.
Jego osobiste kontakty, odpowiednie działania i stosunkowo dyskretna technika fotografowania pozwoliły mu na stworzenie zdjęć, które ukazywały ludzkie oblicza za zewnętrzną fasadą. Politycy, artyści i naukowcy w nieustawianych pozach, lecz w swobodnej atmosferze, dobrym humorze lub śmiertelnie zmęczeni – w zależności od sytuacji. Taki punkt widzenia był wówczas rewolucją.
Z wrodzonym uporem Salomon starał się być w pobliżu fotografowanych osobistości, również podczas oficjalnych wystąpień. Jednak nigdy nie był niedyskretny, nie polował na prywatne skandale. W 1931 r. został opublikowany jego album pt. Berühmte Zeitgenossen in unbewachten Augenblicken. Swój dzień pracy opisał w nim jako ciągłą walkę: najpierw przedostanie się na miejsce wydarzenia, potem walka ze złym oświetleniem, szybkimi ruchami i temu podobnym, wreszcie z przykazami redakcji i zastrzeżeniami tępych redaktorów.

## Spuścizna
Część swoich negatywów Salomon ukrył w domu przyjaciela, część oddał w użytkowanie bibliotece holenderskiego parlamentu. Reszta pozostała w posiadaniu jego starszego syna, który starał się odtworzyć podzielone archiwum. Wiele materiałów zaginęło. Te, które udało mu się odzyskać, przekazał berlińskiej galerii w 1980 r. Archiwum Ericha Salomona w galerii sprawuje pieczę nad ponad 10 tysiącami fotografii, jak też nad innymi materiałami archiwalnymi.
W 1971 roku Deutsche Gesellschaft für Photographie (DGPh) ustanowiło Nagrodę im. Ericha Salomona, przyznawaną za wyjątkowe osiągnięcia fotoreporterskie.

## Literatura
Erich Salomon: Berühmte Zeitgenossen in unbewachten Augenblicken. Engelhorn, Stuttgart 1931 (Nachdruck. Schirmer/Mosel, München 1978, ISBN 3-921375-24-X).
- Janos Frecot für die Berlinische Galerie (Hrsg.): Erich Salomon. Mit Frack und Linse durch Politik und Gesellschaft. Photographien 1928–1938. Schirmer/Mosel, München 2004, ISBN 3-8296-0032-1.
- Han de Vries, Peter Hunter-Salomon (Hrsg.): Erich Salomon. Porträt einer Epoche. Ullstein, Frankfurt am Main u. a. 1963 (Lizenzausgabe. Deutscher Bücherbund, Stuttgart u. a. 1964).
- Andreas Biefang / Marij Leenders (Hrsg.): Das ideale Parlament. Erich Salomon als Fotograf in Berlin und Den Haag 1928-1940. Droste, Düsseldorf 2013 (= Beiträge zur Geschichte des Parlamentarismus und der politischen Parteien, Bd. 167, Reihe Parlament und Öffentlichkeit, Bd. 5), ISBN 978-3-7700-5324-7.